# Believer
『Believer』（ビリーバー）とは、2004年6月に公開された日本映画。なお、2010年9月に公演された舞台「Believer（ビリーバー）」とは同名の別物である。
撮影期間9日間という超短期間で撮られた映画である。

## あらすじ
スプーン曲げで一世を風靡しながらも、たった一度の失敗で大嘘つきのレッテルを貼られてしまった元・超能力少年の英治（吉沢悠）。大人になった彼は、情報屋のテル（瑛太）と組み、渋谷で詐欺師として生計を立てていた。そんなある日、英治の前にビルからカオル（伊藤歩）という女が落ちてくる。その日を境に英治はカオルにしつこくつきまとわれるようになってしまう。はじめはうざったく思っていた英治だったが、人のよいカオルと接しているうちに、段々とある感情が芽生えてくる。しかしカオルには大きな秘密が隠されていた。

## キャスト
- 田中英治 - 吉沢悠
- 高野カオル - 伊藤歩
- テル - 瑛太
- 美由紀 - 相沢紗世
- 工藤 - 大城英司
- 木村 - 諏訪太朗
- 田所恵介 - 田中要次
- 島田社長 - 松重豊

## スタッフ
- 監督：多胡由章
- 脚本：柿木三十郎
- 脚本：藤井清美
- 美術：松塚隆史
- 音楽：遠藤浩二

| スタブアイコン | サブスタブ | この項目は、まだ閲覧者の調べものの参照としては役立たない、映画に関連した書きかけの項目です。この項目を加筆・訂正などしてくださる協力者を求めています（P:映画/PJ:映画）。 |